# Prokel

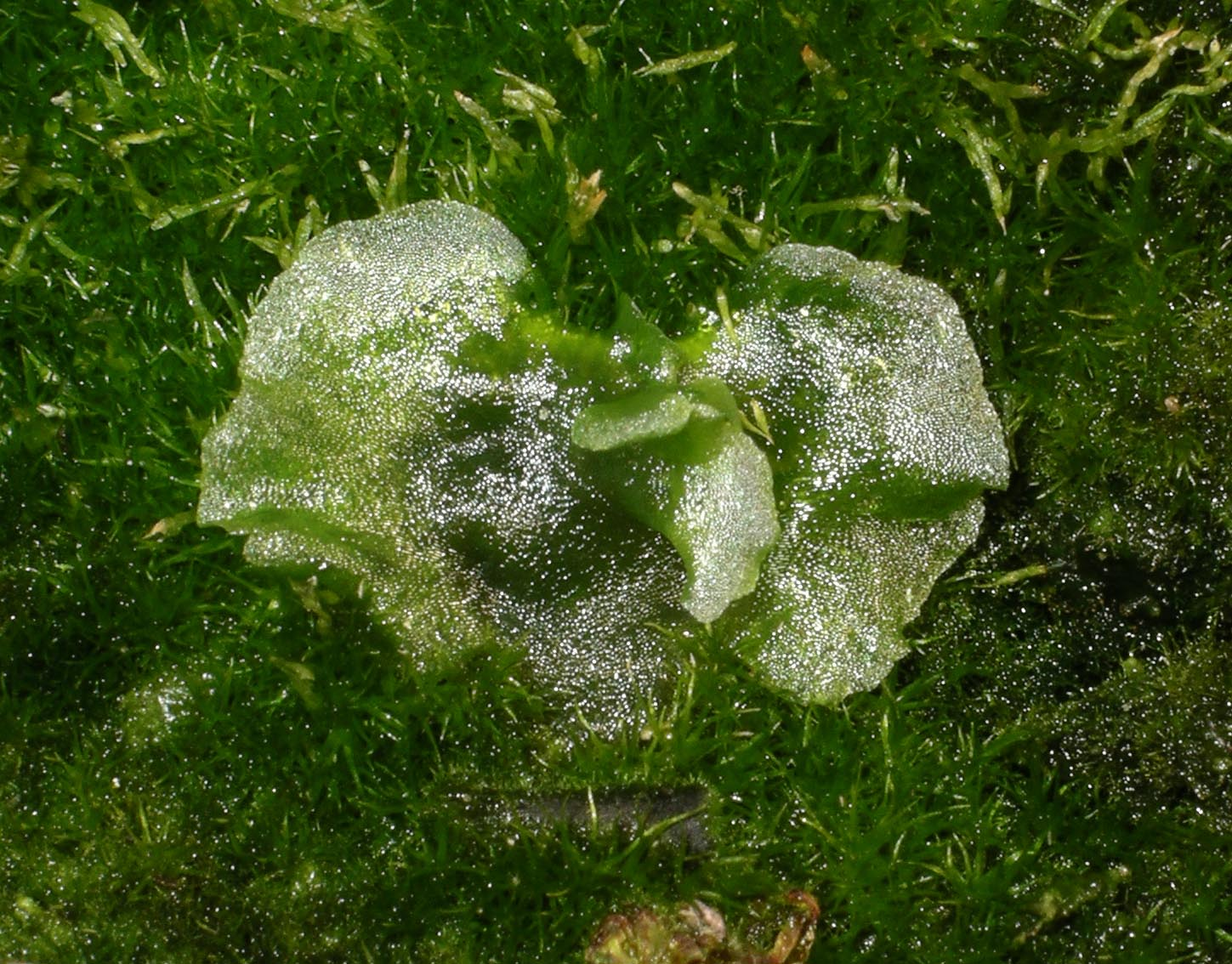
Prokel kapradiny Dicksonia antarctica

Prokel (prothallium, prvostélka, prothallus) je stélkatý haploidní útvar v životním cyklu rostlin ze skupiny Pteridophyta (kapraďorostů). Představuje pohlavní generaci rostliny (gametofyt). Vzniká ze spory (výtrusu), která spadne na zem a vyklíčí v prokel. U kapradin a přesliček je krátkodobého charakteru, vyvíjí se několik týdnů, rostou na něm pohlavní orgány. U některých druhů nese prokel samčí (pelatky, antheridia) i samičí (zárodečníky, archegonia) pohlavní orgány. Tento stav označujeme jako homotálismus. U jiných druhů je na proklu jen jeden typ gametangií. Pro tento stav se používá termín heterotálismus. Zárodečníky s oosférou vyrůstají ve středu prokelu, zatímco pelatky při jeho bázi. Prokel je v zemi přichycen rhizoidy, vyrůstajícími ze spodní části stélky.

## Znaky prokelu u oddělení kapradin, plavuní a přesliček
U kapradin: Prokel je zelený, lupenitý, má srdcovitý tvar a je přibližně 2–5 mm velký.
V závislosti na druzích je jednodomý nebo dvoudomý.
U plavuní: Prokel plavuní má válcovitý, provazcovitý nebo hlízovitý tvar.
Některé druhy plavuní mají prokel jako zelenou asimilující rostlinku. U jiných je nezelený, vyvíjí se pod zemí a je jednodomý. Vytrvává až 20 let. Po 12–15 letech se na něm vytváří gametangia. U některých druhů se vyskytuje homotálismus, u jiných heterotálismus.
U přesliček: Gametofyt je samostatný autotrofní jedinec. Žije krátce. Prokel je lupenitý, dvoudomý. Samičí prokel je zpravidla větší než samčí.